# Robert Lévesque
Robert Lévesque (né en novembre 1944 à Rimouski, au Québec) est un journaliste, écrivain et critique littéraire québécois.

## Journaliste et critique
Diplômé en lettres à l'Université Laval (Québec), il dirige les pages culturelles de l'hebdomadaire Québec-Presse (1971-1975), avant de rejoindre le quotidien Le Jour, où il assure une chronique judiciaire. En 1981, il entre au Devoir comme critique de théâtre, chroniqueur littéraire puis directeur de la section Culture et du cahier «Le plaisir des livres». Ses critiques théâtrales, jamais complaisantes, lui valent l'inimitié d'une partie du milieu du spectacle québécois: en 1984, une pétition signée par 176 personnalités du théâtre réclament sa démission, en vain, puisque la rédactrice en chef, Lise Bissonnette, le soutient.

### Le «Fantôme duDevoir»
Robert Lévesque quitte le Devoir en 1996, le jour même où le journal paraît avec plusieurs textes spectaculairement saccagés, à la suite d'une manipulation informatique dont il est soupçonné d'être l'auteur (ce qu'il a d'abord nié, avant d'avouer, sous la menace de Robert Lepage: «Oui, c'était moi le fantôme de la salle de rédaction»),.
À la suite de cet épisode, Robert Lévesque est invité par Pierre Thibeault à tenir une chronique culturelle dans l'hebdomadaire Ici Montréal. Il y écrit de 1997 à 2006. À partir de 1998, Lévesque participe également à différentes émissions de Radio-Canada: «C'est bien meilleur le matin», «Midi Culture», «Un dimanche à la radio», «Bouquinville», «Christiane Charrette en direct». Il collabore aussi au magazine Le Libraire et aux revues 24 Images et Liberté.

## Écrivain